# Magodendron
Magodendron  es un género que comprende dos especies de plantas con flores perteneciente a  la familia Sapotaceae, es originaio de Nueva Guinea.

## Especies
- Magodendron mennyae Vink, Blumea 40: 104 (1995).
- Magodendron venefici (C.T.White & W.D.Francis) Vink, Nova Guinea, n.s., 8: 125 (1957).